# Elżbieta Nagel
Elżbieta Nagel (ur. 18 czerwca 1997 w Grajewie) – polska aktorka filmowa, teatralna dubbingowa. Absolwentka Wydziału Aktorskiego Akademii Teatralnej im. Aleksandra Zelwerowicza w Warszawie. Współpracowała z Teatrem Collegium Nobilium warszawskiej AT.

## Filmografia
- 2017: Pewnego razu w listopadzie – Julia[4]
- 2019: Barwy szczęścia – Ewelinka Sałatka, żona Jonasza[2]
- 2020: W głębi lasu[4]

## Polski dubbing

### Filmy:
- 2019: Gwiezdne wojny: Skywalker. Odrodzenie – Jannah
- 2020: Magiczne wakacje – Vera
- 2020: Mulan – Hua Xiu
- 2021: Cruella – Estella / Cruella de Mon
- 2021: Czarna Wdowa – Jelena Bielowa
- 2022: Kto jak nie Nate
- 2022: Pan Zabawka – Alice
- 2022: Simpsonowie: Witajcie w klubie – Cruella De Mon
- 2022: Tedi i szmaragdowa tablica – Ramirez
- 2023: Asteriks i Obeliks: Imperium smoka– Bimberka
- 2023: Święta rządzą! – Brenda
- 2024: Diuna: Część druga – Księżniczka Irulana Corrino
- 2025: Thunderbolts* – Jelena Bielowa

### Seriale
- 2016-2017: Just Like Me! –
  - Tess (odc. 9 – dubbing z 2022 roku),
  - Fanka 1 (odc. 11 – dubbing z 2022 roku),
  - Dziewczyna (odc. 19 – dubbing z 2022 roku),
  - Ruby (odc. 31 – dubbing z 2022 roku),
  - Dziewczyna z prawej (odc. 69 – dubbing z 2022 roku),
  - Dziewczyna w dżinsowej kurtce (odc. 71 – dubbing z 2022 roku)
- 2020: Space Nova (dubbing z 2022 roku)
- 2021: Drużyna – Destiny Winters
- 2021: Fiksiki – Gryzelda
- 2021: Hawkeye – Jelena Bielowa (odc. 4-6)
- 2021: Legendy Marvela – Jelena Bielowa (odc. 14 – nagranie archiwalne)
- 2022: Cwaniak
- 2022: Niesamowity Żółty Yeti
- 2022: Odwet: Cheerleaderki w akcji – Leila
- 2022: Romantic Killer – Yukana Kishi (odc. 11-12)
- 2022: Straż ekipa – Janka (odc. 41)
- 2023: Doktor Who – Shago (odc. 11)
- 2024: Good Times –
  - Meka,
  - G-Money

### Gry
- 2017: Fortnite – Wyrocznia
- 2022: Call of Duty: Modern Warfare II – Valeria Garza
- 2023: Cyberpunk 2077: Widmo wolności– Aguilar
- 2023: Diablo IV

## Słuchowiska
- 1960: W Jezioranach – Kasia Kowalczyk (odc. 3141)
- 2020: Mirabelka
- 2020: Wilk
- 2020: Z powrotem – czyli fatalne skutki niewłaściwych lektur – Królik
- 2021: Dziady, część II –
  - Kruk,
  - Przedmowa
- 2021: Epifanie
- 2021: Moralność pani Dulskiej – Hesia
- 2021: Poranek
- 2021: Rosmersholm
- 2022: Dziady, część III –
  - Kruk,
  - Diabeł 2
- 2022: Kawałek umarłego świata
- 2022: Nawrócony
- 2022: Niebo
- 2022: Odprawa posłów greckich –
  - Pani Stara,
  - Narratorka,
  - Chór z panien trojańskich
- 2022: Sidła
- 2022: Ulice Jerozolimy – Maria z Magdali
- 2022: Wichrowe Wzgórza
- 2022: Zasłyszane morderstwo
- 2023: Frydląd Junjor – Mira
- 2023: Ja, inkwizytor. Dziennik czasu zarazy
- 2023: Lekcja historii
- 2023: Makbet –
  - Hekate,
  - Narratorka
- 2023: Nowy taniec La-ba-da – Inga
- 2023: Tupot niebieskich słoni
- 2024: Konrad Wallenrod
- 2024: Lusia. Historia Ludmiły Jakubczak – Ludmiła Jakubczak
- 2024: Mimikra
- 2025: Mrówki –
  - Nirmi,
  - Mira

## Wykonanie piosenek

### Filmy
- 2022: Simpsonowie: Witajcie w klubie – Cruella De Mon

- 2019: Gwiezdne wojny: Skywalker. Odrodzenie – Jannah[4]
- 2020: Magiczne wakacje – Vera
- 2020: Mulan – Hua Xiu
- 2021: Cruella – Estella / Cruella de Mon[4]
- 2021: Czarna Wdowa – Yelena Belova
- 2021: Hawkeye – Yelena Bielova[5]